# Ourapteryx venusta
Ourapteryx venusta là một loài bướm đêm trong họ Geometridae.